# Iris Gower
Iris Gower (echte naam Iris Davies), (Mumbles, 1935 - Swansea, 20 juli 2010) was een Welshe romanschrijfster.
Zij schreef historische streekromans, die zich alle afspelen in de omgeving van Swansea en het schiereiland Gower (waaraan ze haar pseudoniem ontleende), in het zuiden van Wales. Iris Gower was een der best verkopende schrijvers van het land. Zij kreeg een master creatief schrijven toegekend van de Cardiff-universiteit en werd geëerd met een positie aan de universiteit. van de Universiteit van Wales in Swansea. Zij schreef ongeveer veertig boeken, waarvan 26 romans.
Gower had vier kinderen. Haar echtgenoot Tudor Davies overleed in 2002 aan een beroerte, na een huwelijk van 48 jaar. De schrijfster overleed op 75-jarige leeftijd in het Singleton Hospital in Swansea.